# Burg Wettin
Burg Wettin er en borg ved Halle i den tyske delstat Sachsen-Anhalt. Den tyske fyrsteslægt Wettin stammer herfra.
Wettin nævnes første gang i år 961 som Vitin civitas. Det antages, at der allerede på karolingisk tid eksisterede et borganlæg her.
Siden begyndelsen af 1990'erne anvendes borgen til et kunstgymnasium.

## Eksterne links
- Wikimedia Commons har flere filer relateret til Burg Wettin
- Burggymnasium Wettin

51°34′59″N 11°48′38″Ø / 51.5831°N 11.8106°Ø